# Alissa Wladimirowna Kjummel
Alissa Wladimirowna Kjummel (russisch Алиса Владимировна Кюммель, wiss. Transliteration; englische Schreibweise Alisa Kummel; * 4. Oktober 2002) ist eine russische Tennisspielerin.

## Karriere
Kjummel begann im Alter von vier Jahren mit dem Tennissport und bevorzugt Hartplätze. Sie spielt bislang vorrangig Turniere der ITF Women’s World Tennis Tour, wo sie bislang zwei Titel im Einzel und drei im Doppel gewann.

## Turniersiege

### Einzel
| Nr. | Datum             | Turnier             | Kategorie | Belag     | Finalgegnerin       | Ergebnis  |
| --- | ----------------- | ------------------- | --------- | --------- | ------------------- | --------- |
| 1.  | 19. November 2023 | Scharm asch-Schaich | ITF W15   | Hartplatz | Zuzanna Pawlikowska | 7:5, 7:63 |
| 2.  | 11. August 2024   | Öskemen             | ITF W15   | Hartplatz | Sonja Zhiyenbayeva  | 7:61, 6:3 |

### Doppel
| Nr. | Datum             | Turnier             | Kategorie | Belag     | Partnerin           | Finalgegnerinnen                       | Ergebnis |
| --- | ----------------- | ------------------- | --------- | --------- | ------------------- | -------------------------------------- | -------- |
| 1.  | 18. November 2023 | Scharm asch-Schaich | ITF W15   | Hartplatz | Jekaterina Makarowa | Yasmin Ezzat Zuzanna Pawlikowska       | 6:4, 6:0 |
| 2.  | 26. Oktober 2024  | Scharm asch-Schaich | ITF W15   | Hartplatz | Jekaterina Makarowa | Yasmin Ezzat Zuzanna Pawlikowska       | 6:2, 6:4 |
| 3.  | 23. November 2024 | Scharm asch-Schaich | ITF W15   | Hartplatz | Aglaja Fjodorowa    | Joy de Zeeuw Sandughasch Kenschibajewa | 6:4, 6:3 |